# 루바이야트

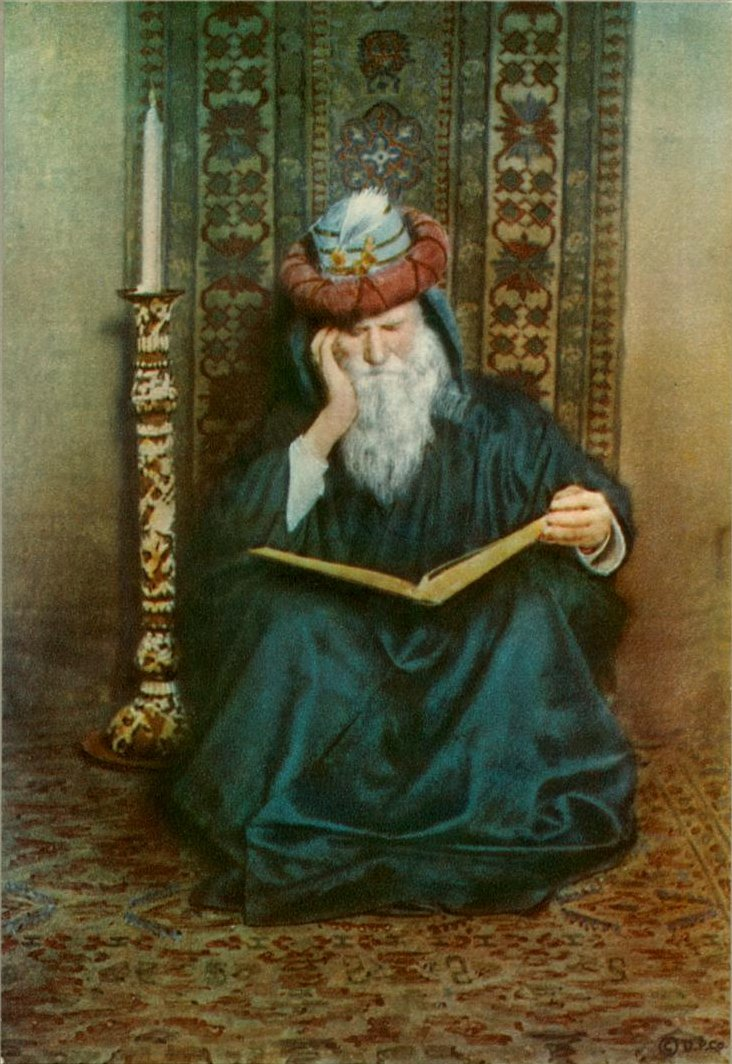
피츠제럴드 역 루바이야트의 삽화

루바이야트(페르시아어: رباعیات خیام)는 페르시아어 4행 시집이다. 루바이(4행시)의 복수형으로 이 시형은 10세기 경부터 많은 시인이 택하고 있었으나 오마르 하이얌이 나온 이래 일반적으로 그의 작품을 대명사적으로 의미하게 되었다. 그의 작품이 세계적인 명성을 얻은 것은 19세기의 영국 시인 에드워드 피츠제럴드의 명역(名譯)에 의한다.

## 개요
11세기 페르시아의 시인들은 벗들과 흥겹게 어울리며 즉흥적으로 ‘루바이’를 지었다. 루바이는 4행시를 뜻한다. 페르시아의 시인이자 천문학자인 오마르 하이얌은 수백 편의 루바이를 남겼다. 그로부터 7세기가 지나 영국 시인 피츠제럴드는 친구로부터 하이얌의 루바이가 적힌 필사본을 선물받는다. 그는 약 600년 전의 이 ‘쾌락주의적 불신자’ 하이얌에게 동질감을 느끼고 루바이들을 번안해 ‘루바이야트’라는 이름으로 출간한다. 말이 번안이지 피츠제럴드는 거의 자신만의 빼어난 창작물을 만들어 낸다. 평론가들은 피츠제럴드가 하이얌의 정신 속으로 들어가는 데 성공했다는 평가를 내린다.
이 책에 실린 75편의 루바이들은 우리 삶의 불확실성에 대안을 제시한다. 우리는 어떻게, 왜 이 세상에 왔는지, 그리고 덧없는 열정의 삶이 순식간에 지나가면 어떻게 될 것인지 알 수 없지만, 향긋한 꽃들과 사랑하는 벗들과 감미로운 포도주가 있다면 충분히 기쁨을 누릴 수 있다고 역설한다. 이 책의 각 루바이에는 영국의 삽화가 조지프 설리번이 1913년 출간한 판본에 그린 삽화가 함께 실려 있다. 이 삽화들은 이후 숱한 판본에 재수록되었다.

## 같이 보기
- 타맘 슈드 사건
- 프로젝트 구텐베르크